# Eryx miliaris
Eryx miliaris är en ormart som beskrevs av Peter Simon Pallas 1773. Eryx miliaris ingår i släktet Eryx och familjen boaormar.

## Utbredning
Arten förekommer i södra Ryssland vid västra sidan av Kaspiska havet samt söderut till Afghanistan och österut till Mongoliet och Kina (Inre Mongoliet). Honor lägger inga ägg utan föder levande ungar. Eryx miliaris lever i låglandet och i bergstrakter upp till 1000 meter över havet.
Habitatet utgörs av sandiga öknar med en glest fördelad växtlighet som domineras av arter från malörtssläktet, sodaörtssläktet och släktet glasörter (Salicornia). Ibland besöks ödemark som bildas av lera eller vinodlingar.

## Ekologi
Individerna gömmer sig i bon som skapades av gnagare eller i övergivna byggnader. De är mer dagaktiva under våren och nattaktiva under den heta sommaren. Beroende på utbredning håller arten från september eller oktober till mars eller april vinterdvala. Honor lägger inga ägg utan föder i juli eller augusti 4 till 15 ungar.

## Status
Regionalt hotas beståndet av intensivt jordbruk, intensivt bruk av betesmarker, gruvdrift, oljeborrningar och utsläpp från industrianläggningar. Underarten E. m. nogaiorum som lever i Tjetjenien och i angränsande områden borde enligt IUCN listas som nära hotad (NT). I andra områden minskade populationen måttlig och hela beståndet listas som livskraftig (LC).

## Underarter
Arten delas in i följande underarter:
- E. m. nogaiorum
- E. m. miliaris